# 蔡公子家
昭舍（？—？），即蔡公子家，羋姓，昭氏，名舍，字子家，战国时期楚国的王族，高祖父楚昭王，曾祖父坪夜君子良，祖父郚公子春。父親司马子音，弟弟东陵连嚣子发。
包山二號楚墓竹簡中有蔡公子家，是為墓主昭佗父親。昭舍有兒子昭佗、昭良、昭乘、縣貉公。他大約在楚宣王時期（前431年—前408年）担任蔡公。他率軍滅蔡國，楚宣王要賞賜他。他說滅蔡不是他的功勞，是靠君王之德，將士之力，堅辭不授。